# Ilha Coats
A ilha Coats (Inuktitut: Akpatordjuark) está localizada na margem norte da baía de Hudson na Região de Kivalliq de Nunavut. Com 5498 km² de área, é a 107.ª maior ilha do mundo, e a 24.ª maior ilha do Canadá. Está integrada no Arquipélago Ártico Canadiano, e é separada da ilha Southampton pelo estreito de Fisher.
A ilha possui áreas de terras federais e áreas de terras privadas pertencentes aos Inuit, entretanto, o último residente permanente partiu na década de 1970. Com nenhum povoamento permanente, a ilha é também a maior ilha desabitada do hemisfério Norte situada a sul do Círculo Polar Ártico.